# Bercenay-le-Hayer
Bercenay-le-Hayer é uma comuna francesa na região administrativa de Grande Leste, no departamento de Aube. Estende-se por uma área de 14,63 km². Em 2010 a comuna tinha 196 habitantes (densidade: 13,4 hab./km²).